# Buffel (Schiff)
Die Buffel (komplette damalige Bezeichnung: „Seiner Majestät Panzer-, Turm-, Rammschiff zweiter Klasse der Buffel“) ist ein in Hellevoetsluis beheimatetes Monitor-Panzerschiff mit Rammsteven, das bis 2013 als stationäres Museumsschiff des Maritiem Museum Rotterdam betrieben wurde.

## Geschichte
Das 1868 in Govan, Glasgow, als Baunummer 139 der Werft Robert Napier & Sons aus Eisen gebaute Schiff wurde am 23. Juli 1868 als Küstenschutzschiff der Königlich niederländischen Marine in Dienst gestellt.
Die Buffel (HW 12) war das Typschiff einer zwischen 1867 und 1870 von verschiedenen Werften gebauten Zweierserie (Buffel und Guinea) von Panzerschiffen mit Geschützturm und Rammsteven.
Während seiner siebzehn aktiven Jahre in der niederländischen Marine geriet das Schiff niemals in ein Gefecht. Nach ihrem Auflegen wurde die Buffel 1894 abgerüstet und seit 1896 als Wohnschiff, zunächst in Hellevoetsluis, später in Den Helder genutzt. Danach setzte man sie als Ausbildungsschiff der Amsterdamer Marinewerft ein, wo sie auch den Zweiten Weltkrieg überstand. Ihre spätere NATO-Schiffskennung war A884. 1973 wurde die Buffel endgültig außer Dienst gestellt und 1974 an die Stadt Rotterdam verkauft. In den folgenden Jahren wurde sie in ihren ursprünglichen Zustand zurückversetzt und von 1979 bis 2013 lag sie im Leuvehaven als Bestandteil des Maritiem Museum Rotterdam unweit der Erasmus-Brücke. 2013 wurde sie nach Hellevoetsluis gebracht, um dort als Museumsschiff zu dienen. Sie bleibt weiterhin Eigentum der Stadt Rotterdam, fiel aber aus der Obhut des Museums heraus. Nach Angaben eines Museumsführers vom 16. Juni 2018 ist das Schiff mittlerweile in das Eigentum einer Freiwilligengemeinschaft übergegangen, das es unterhält und betreibt. Dafür werden Eintrittskarten verkauft und das Schiff für Veranstaltungen vermietet.
Die Bewaffnung der Buffel bestand ursprünglich aus zwei 23,4-cm-Kanonen (Vorderlader), vier 30-Pfünder-Kanonen und dem Rammsteven. Aufgrund der langen Ladezeiten wurden die Vorderlader recht schnell durch eine Kanone von Krupp (Hinterlader) ersetzt, die eine höhere Feuergeschwindigkeit aufwies. Eine Nachbildung des Geschützturms mit den beiden Vorderladern wurde beim Rückbau des Schiffs angebracht. Der Turm ist aber nicht drehbar, weil darunter die nachträglich eingebauten Zugangstreppen zum Unterdeck führen.